# Петтейя

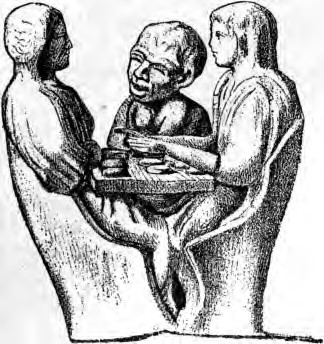
Играющие в петейю. Терракотовая статуэтка высотой 15 см, была найдена при строительстве Королевского дворца в Афинах.

Петтейя (др.-греч. πεττεία, πεσσεία; ср.-греч. πεττείαις) — древнегреческая игра шашечного типа.
Греки приписывали изобретение этой игры Паламеду. Название игры происходит от слова др.-греч. πεττοί, πεσσοί — «камушки», которые заменяли шашки. В игре участвовали два игрока. Единых правил не было. Доски для игры были различные 6х6, 7х7, 8х8. Один род этой игры, называемый др.-греч. πόλις — «город», напоминал отчасти игру, называющуюся осадой крепости. Задача игрока состояла в том, чтобы запереть противнику ходы. Камешек, очутившийся между двумя чужими был взят. Игра упоминается многими авторами: Платоном, Плутархом, Еврипидом, Пиндаром. В поэме Гомера «Одиссея» Пенелопа — любительница игры петтейя. Игорный дом для петтейи носил название — «πεσοοὺς προσελθεῖν». В Древнем Риме было две игры, подобные петтейи: латрункули и игра двенадцать линий (англ. ludus duodecim scriptorum).
Другое название этой игры — «τάβλαις» («тавлея»). В словаре Фотия (IX век): ср.-греч. «πεττείαις — παιδιαῖς τάβλαις» («петтейя — игра тавлея»). Под названием «тавлея» игра появляется на Руси.